# Liste der Monuments historiques in Eaux-Puiseaux
Die Liste der Monuments historiques in Eaux-Puiseaux führt die Monuments historiques in der französischen Gemeinde Eaux-Puiseaux auf.

## Liste der Objekte
| Bezeichnung | Beschreibung          | Standort                                   | Kennzeichnung | Schutzstatus | Datum | Bild |
| ----------- | --------------------- | ------------------------------------------ | ------------- | ------------ | ----- | ---- |
| Glocke      | Bronze, 1583 gegossen | in der Kirche Nativité-de-la-Vierge (Lage) | PM10000739    | Classé       | 1913  |      |